# Eleições autárquicas de 2021 no Funchal
As eleições autárquicas de 2021 serviram para eleger os membros dos diferentes órgãos do poder local do concelho do Funchal.
A coligação PSD-CDS, uma coligação inédita nas eleições do concelho e liderada por Pedro Calado, conseguiu vencer a Câmara com 47% dos votos e 6 vereadores. Este resultado permitiu ao PSD recuperar uma câmara que foi sua durante 37 anos consecutivos, antes de a perder em 2013 para uma coligação liderada pelo Partido Socialista.
A Coligação Confiança liderada pelo Partido Socialista perdeu a autarquia do Funchal, 8 anos depois de a ter conquistado aos social-democratas. Com Miguel Silva Gouveia como candidato, a coligação de centro-esquerda ficou-se pelos 39,7% dos votos e 5 vereadores.
Quanto às outras candidaturas, nenhuma delas esteve perto de conseguir ameaçar a clara concentração de votos nas duas maiores listas.

## Candidatos
| Partido | Partido                        | Votos                |
| ------- | ------------------------------ | -------------------- |
|         | PS-BE-PAN-MPT-PDR              | Miguel Silva Gouveia |
|         | PSD-CDS                        | Pedro Calado         |
|         | Coligação Democrática Unitária | Edgar Silva          |
|         | Partido Popular Monárquico     | Américo Silva Dias   |
|         | Partido Trabalhista Português  | Raquel Coelho        |
|         | CHEGA                          | Miguel Castro        |
|         | Iniciativa Liberal             | Duarte Gouveia       |
|         | LIVRE                          | Tiago Camacho        |
|         | Juntos pelo Povo               | Bruno Berenguer      |

## Resultados Oficiais
Os resultados para os diferentes órgãos do poder local no concelho do Funchal foram os seguintes:

### Câmara Municipal
| Partido                 | Partido                        | Votos   | %               | +/-  | Vereadores | +/-     |
| ----------------------- | ------------------------------ | ------- | --------------- | ---- | ---------- | ------- |
|                         | PSD-CDS                        | 26 841  | 46,98 / 100,00  | -    | 6 / 11     | -       |
|                         | PS-BE-PAN-MPT-PDR              | 22 694  | 39,72 / 100,00  | 2,33 | 5 / 11     | 1       |
|                         | Coligação Democrática Unitária | 1 647   | 2,88 / 100,00   | 0,74 | 0 / 11     | Estável |
|                         | CHEGA                          | 1 476   | 2,58 / 100,00   | Novo | 0 / 11     | Novo    |
|                         | Juntos pelo Povo               | 974     | 1,70 / 100,00   | -    | 0 / 11     | -       |
|                         | Iniciativa Liberal             | 720     | 1,26 / 100,00   | Novo | 0 / 11     | Novo    |
|                         | Partido Trabalhista Português  | 639     | 1,12 / 100,00   | 1,11 | 0 / 11     | Estável |
|                         | LIVRE                          | 257     | 0,45 / 100,00   | -    | 0 / 11     |         |
|                         | Partido Popular Monárquico     | 251     | 0,44 / 100,00   | -    | 0 / 11     | -       |
| Votos Inválidos         | Votos Inválidos                | 1 636   | 2,87 / 100,00   | 1,29 |            |         |
| Total                   | Total                          | 57 135  | 100,00 / 100,00 |      | 11 / 11    |         |
| Eleitorado/Participação | Eleitorado/Participação        | 106 357 | 53,72 / 100,00  | 0,97 |            |         |

### Assembleia Municipal
| Partido                 | Partido                        | Votos   | %               | +/-  | Deputados | +/-     |
| ----------------------- | ------------------------------ | ------- | --------------- | ---- | --------- | ------- |
|                         | PSD-CDS                        | 26 586  | 46,53 / 100,00  | -    | 17 / 33   | -       |
|                         | PS-BE-PAN-MPT-PDR              | 21 624  | 37,85 / 100,00  | 0,84 | 14 / 33   | 1       |
|                         | Coligação Democrática Unitária | 1 939   | 3,39 / 100,00   | 1,28 | 1 / 33    | Estável |
|                         | CHEGA                          | 1 768   | 3,09 / 100,00   | Novo | 1 / 33    | Novo    |
|                         | Juntos pelo Povo               | 1 207   | 2,11 / 100,00   | -    | 0 / 33    | -       |
|                         | Iniciativa Liberal             | 991     | 1,73 / 100,00   | Novo | 0 / 33    | Novo    |
|                         | Partido Trabalhista Português  | 782     | 1,37 / 100,00   | 1,27 | 0 / 33    | 1       |
|                         | LIVRE                          | 303     | 0,53 / 100,00   | -    | 0 / 33    | -       |
|                         | Partido Popular Monárquico     | 272     | 0,48 / 100,00   | -    | 0 / 33    | -       |
| Votos Inválidos         | Votos Inválidos                | 1 662   | 2,91 / 100,00   | 1,50 |           |         |
| Total                   | Total                          | 57 134  | 100,00 / 100,00 |      | 33 / 33   |         |
| Eleitorado/Participação | Eleitorado/Participação        | 106 357 | 53,72 / 100,00  | 0,97 |           |         |

### Juntas de Freguesia
| Partido                 | Partido                        | Votos   | %               | +/-  | Presidentes | +/-     | Mandatos  | +/-     |
| ----------------------- | ------------------------------ | ------- | --------------- | ---- | ----------- | ------- | --------- | ------- |
|                         | PSD-CDS                        | 27 594  | 48,29 / 100,00  | -    | 9 / 10      | -       | 79 / 138  | -       |
|                         | PS-BE-PAN-MPT-PDR              | 21 622  | 37,84 / 100,00  | 1,53 | 1 / 10      | 4       | 59 / 138  | 1       |
|                         | Coligação Democrática Unitária | 1 913   | 3,35 / 100,00   | 1,40 | 0 / 10      | Estável | 0 / 138   | 3       |
|                         | CHEGA                          | 1 730   | 3,03 / 100,00   | Novo | 0 / 10      | Novo    | 0 / 138   | Novo    |
|                         | Juntos pelo Povo               | 1 095   | 1,92 / 100,00   | -    | 0 / 10      | -       | 0 / 138   | -       |
|                         | Partido Trabalhista Português  | 902     | 1,58 / 100,00   | 0,86 | 0 / 10      | Estável | 0 / 138   | Estável |
|                         | Iniciativa Liberal             | 524     | 0,92 / 100,00   | Novo | 0 / 10      | Novo    | 0 / 138   | Novo    |
| Votos Inválidos         | Votos Inválidos                | 1 767   | 3,09 / 100,00   | 1,17 |             |         |           |         |
| Total                   | Total                          | 57 147  | 100,00 / 100,00 |      | 10 / 10     |         | 138 / 138 |         |
| Eleitorado/Participação | Eleitorado/Participação        | 106 357 | 53,73 / 100,00  | 0,80 |             |         |           |         |

## Resultados por Freguesia

### Câmara Municipal
| Freguesia                  | %        | %                     | %    | %    | %    | %    | %    | %    | %    | Votantes |
| Freguesia                  | PSD- CDS | PS- BE- PAN- MPT- PDR | CDU  | CH   | JPP  | IL   | PTP  | L    | PPM  | Votantes |
| -------------------------- | -------- | --------------------- | ---- | ---- | ---- | ---- | ---- | ---- | ---- | -------- |
| Freguesia                  |          |                       |      |      |      |      |      |      |      | Votantes |
| Imaculado Coração de Maria | 45,10    | 42,29                 | 3,32 | 2,41 | 1,28 | 1,06 | 1,03 | 0,72 | 0,53 | 3 197    |
| Monte                      | 48,36    | 40,02                 | 2,77 | 1,49 | 1,92 | 0,67 | 1,28 | 0,27 | 0,30 | 3 286    |
| Santa Luzia                | 45,99    | 41,52                 | 2,87 | 1,77 | 1,00 | 2,37 | 0,80 | 0,67 | 0,43 | 2 996    |
| Santa Maria Maior          | 43,83    | 42,53                 | 2,44 | 2,65 | 1,67 | 1,38 | 1,34 | 0,44 | 0,59 | 6 651    |
| Santo António              | 47,23    | 38,35                 | 3,89 | 3,00 | 2,11 | 0,91 | 1,14 | 0,48 | 0,45 | 13 787   |
| São Gonçalo                | 46,25    | 40,76                 | 2,63 | 1,68 | 2,67 | 0,98 | 0,89 | 0,48 | 0,35 | 3 150    |
| São Martinho               | 46,76    | 40,32                 | 2,12 | 2,55 | 1,70 | 1,46 | 1,05 | 0,45 | 0,44 | 13 947   |
| São Pedro                  | 46,41    | 40,11                 | 3,07 | 2,31 | 1,05 | 1,84 | 1,13 | 0,34 | 0,29 | 3 812    |
| São Roque                  | 51,27    | 35,56                 | 2,95 | 3,51 | 1,20 | 0,93 | 1,11 | 0,29 | 0,39 | 4 845    |
| Sé                         | 52,80    | 34,56                 | 1,84 | 2,80 | 1,30 | 1,78 | 1,50 | 0,34 | 0,48 | 1 464    |
| Funchal                    | 46,98    | 39,72                 | 2,88 | 2,58 | 1,70 | 1,26 | 1,12 | 0,45 | 0,44 | 57 135   |

#### Imaculado Coração de Maria
| Partido                 | Partido                        | Votos | %               | +/-  |
| ----------------------- | ------------------------------ | ----- | --------------- | ---- |
|                         | PSD-CDS                        | 1 442 | 45,10 / 100,00  | -    |
|                         | PS-BE-PAN-MPT-PDR              | 1 352 | 42,29 / 100,00  | 2,82 |
|                         | Coligação Democrática Unitária | 106   | 3,32 / 100,00   | 0,71 |
|                         | CHEGA                          | 77    | 2,41 / 100,00   | Novo |
|                         | Juntos pelo Povo               | 41    | 1,28 / 100,00   | -    |
|                         | Iniciativa Liberal             | 34    | 1,06 / 100,00   | Novo |
|                         | Partido Trabalhista Português  | 33    | 1,03 / 100,00   | 1,11 |
|                         | LIVRE                          | 23    | 0,72 / 100,00   | -    |
|                         | Partido Popular Monárquico     | 17    | 0,53 / 100,00   | -    |
| Votos Inválidos         | Votos Inválidos                | 72    | 2,25 / 100,00   | 2,01 |
| Total                   | Total                          | 3 197 | 100,00 / 100,00 |      |
| Eleitorado/Participação | Eleitorado/Participação        | 5 840 | 54,74 / 100,00  | 2,10 |

#### Monte
| Partido                 | Partido                        | Votos | %               | +/-  |
| ----------------------- | ------------------------------ | ----- | --------------- | ---- |
|                         | PSD-CDS                        | 1 589 | 48,36 / 100,00  | -    |
|                         | PS-BE-PAN-MPT-PDR              | 1 315 | 40,02 / 100,00  | 0,23 |
|                         | Coligação Democrática Unitária | 91    | 2,77 / 100,00   | 1,33 |
|                         | Juntos pelo Povo               | 63    | 1,92 / 100,00   | -    |
|                         | CHEGA                          | 49    | 1,49 / 100,00   | Novo |
|                         | Partido Trabalhista Português  | 42    | 1,28 / 100,00   | 0,93 |
|                         | Iniciativa Liberal             | 22    | 0,67 / 100,00   | Novo |
|                         | Partido Popular Monárquico     | 10    | 0,30 / 100,00   | -    |
|                         | LIVRE                          | 9     | 0,27 / 100,00   | -    |
| Votos Inválidos         | Votos Inválidos                | 96    | 2,92 / 100,00   | 0,99 |
| Total                   | Total                          | 3 286 | 100,00 / 100,00 |      |
| Eleitorado/Participação | Eleitorado/Participação        | 5 827 | 56,39 / 100,00  | 3,71 |

#### Santa Luzia
| Partido                 | Partido                        | Votos | %               | +/-  |
| ----------------------- | ------------------------------ | ----- | --------------- | ---- |
|                         | PSD-CDS                        | 1 378 | 45,99 / 100,00  | -    |
|                         | PS-BE-PAN-MPT-PDR              | 1 244 | 41,52 / 100,00  | 0,48 |
|                         | Coligação Democrática Unitária | 86    | 2,87 / 100,00   | 0,24 |
|                         | Iniciativa Liberal             | 71    | 2,37 / 100,00   | Novo |
|                         | CHEGA                          | 53    | 1,77 / 100,00   | Novo |
|                         | Juntos pelo Povo               | 30    | 1,00 / 100,00   | -    |
|                         | Partido Trabalhista Português  | 24    | 0,80 / 100,00   | 0,80 |
|                         | LIVRE                          | 20    | 0,67 / 100,00   | -    |
|                         | Partido Popular Monárquico     | 13    | 0,43 / 100,00   | -    |
| Votos Inválidos         | Votos Inválidos                | 77    | 2,47 / 100,00   | 1,57 |
| Total                   | Total                          | 2 996 | 100,00 / 100,00 |      |
| Eleitorado/Participação | Eleitorado/Participação        | 5 745 | 52,15 / 100,00  | 0,29 |

#### Santa Maria Maior
| Partido                 | Partido                        | Votos  | %               | +/-  |
| ----------------------- | ------------------------------ | ------ | --------------- | ---- |
|                         | PSD-CDS                        | 2 915  | 43,83 / 100,00  | -    |
|                         | PS-BE-PAN-MPT-PDR              | 2 829  | 42,53 / 100,00  | 1,56 |
|                         | CHEGA                          | 176    | 2,65 / 100,00   | Novo |
|                         | Coligação Democrática Unitária | 162    | 2,44 / 100,00   | 0,97 |
|                         | Juntos pelo Povo               | 111    | 1,67 / 100,00   | -    |
|                         | Iniciativa Liberal             | 92     | 1,38 / 100,00   | Novo |
|                         | Partido Trabalhista Português  | 89     | 1,34 / 100,00   | 0,94 |
|                         | Partido Popular Monárquico     | 39     | 0,59 / 100,00   | -    |
|                         | LIVRE                          | 29     | 0,44 / 100,00   | -    |
| Votos Inválidos         | Votos Inválidos                | 209    | 3,15 / 100,00   | 0,42 |
| Total                   | Total                          | 6 651  | 100,00 / 100,00 |      |
| Eleitorado/Participação | Eleitorado/Participação        | 12 303 | 54,06 / 100,00  | 0,51 |

#### Santo António
| Partido                 | Partido                        | Votos  | %               | +/-  |
| ----------------------- | ------------------------------ | ------ | --------------- | ---- |
|                         | PSD-CDS                        | 6 512  | 47,23 / 100,00  | -    |
|                         | PS-BE-PAN-MPT-PDR              | 5 288  | 38,35 / 100,00  | 2,25 |
|                         | Coligação Democrática Unitária | 536    | 3,89 / 100,00   | 0,40 |
|                         | CHEGA                          | 413    | 3,00 / 100,00   | Novo |
|                         | Juntos pelo Povo               | 291    | 2,11 / 100,00   | -    |
|                         | Partido Trabalhista Português  | 157    | 1,14 / 100,00   | 1,33 |
|                         | Iniciativa Liberal             | 125    | 0,91 / 100,00   | Novo |
|                         | LIVRE                          | 66     | 0,48 / 100,00   | -    |
|                         | Partido Popular Monárquico     | 62     | 0,45 / 100,00   | -    |
| Votos Inválidos         | Votos Inválidos                | 337    | 2,44 / 100,00   | 2,22 |
| Total                   | Total                          | 13 787 | 100,00 / 100,00 |      |
| Eleitorado/Participação | Eleitorado/Participação        | 25 246 | 54,61 / 100,00  | 0,35 |

#### São Gonçalo
| Partido                 | Partido                        | Votos | %               | +/-  |
| ----------------------- | ------------------------------ | ----- | --------------- | ---- |
|                         | PSD-CDS                        | 1 457 | 46,25 / 100,00  | -    |
|                         | PS-BE-PAN-MPT-PDR              | 1 284 | 40,76 / 100,00  | 3,45 |
|                         | Juntos pelo Povo               | 84    | 2,67 / 100,00   | -    |
|                         | Coligação Democrática Unitária | 83    | 2,63 / 100,00   | 0,30 |
|                         | CHEGA                          | 53    | 1,68 / 100,00   | Novo |
|                         | Iniciativa Liberal             | 31    | 0,98 / 100,00   | Novo |
|                         | Partido Trabalhista Português  | 28    | 0,89 / 100,00   | 1,15 |
|                         | LIVRE                          | 15    | 0,48 / 100,00   | -    |
|                         | Partido Popular Monárquico     | 11    | 0,35 / 100,00   | -    |
| Votos Inválidos         | Votos Inválidos                | 104   | 3,30 / 100,00   | 0,94 |
| Total                   | Total                          | 3 150 | 100,00 / 100,00 |      |
| Eleitorado/Participação | Eleitorado/Participação        | 5 811 | 54,21 / 100,00  | 1,57 |

#### São Martinho
| Partido                 | Partido                        | Votos  | %               | +/-  |
| ----------------------- | ------------------------------ | ------ | --------------- | ---- |
|                         | PSD-CDS                        | 6 522  | 46,76 / 100,00  | -    |
|                         | PS-BE-PAN-MPT-PDR              | 5 624  | 40,32 / 100,00  | 2,80 |
|                         | CHEGA                          | 356    | 2,55 / 100,00   | Novo |
|                         | Coligação Democrática Unitária | 296    | 2,12 / 100,00   | 1,13 |
|                         | Juntos pelo Povo               | 237    | 1,70 / 100,00   | -    |
|                         | Iniciativa Liberal             | 204    | 1,46 / 100,00   | Novo |
|                         | Partido Trabalhista Português  | 147    | 1,05 / 100,00   | 1,09 |
|                         | LIVRE                          | 63     | 0,45 / 100,00   | -    |
|                         | Partido Popular Monárquico     | 62     | 0,44 / 100,00   | -    |
| Votos Inválidos         | Votos Inválidos                | 436    | 3,12 / 100,00   | 1,08 |
| Total                   | Total                          | 13 947 | 100,00 / 100,00 |      |
| Eleitorado/Participação | Eleitorado/Participação        | 26 438 | 52,75 / 100,00  | 1,11 |

#### São Pedro
| Partido                 | Partido                        | Votos | %               | +/-  |
| ----------------------- | ------------------------------ | ----- | --------------- | ---- |
|                         | PSD-CDS                        | 1 769 | 46,41 / 100,00  | -    |
|                         | PS-BE-PAN-MPT-PDR              | 1 529 | 40,11 / 100,00  | 3,20 |
|                         | Coligação Democrática Unitária | 117   | 3,07 / 100,00   | 0,87 |
|                         | CHEGA                          | 88    | 2,31 / 100,00   | Novo |
|                         | Iniciativa Liberal             | 70    | 1,84 / 100,00   | Novo |
|                         | Partido Trabalhista Português  | 43    | 1,13 / 100,00   | 0,88 |
|                         | Juntos pelo Povo               | 40    | 1,05 / 100,00   | -    |
|                         | LIVRE                          | 13    | 0,34 / 100,00   | -    |
|                         | Partido Popular Monárquico     | 11    | 0,29 / 100,00   | -    |
| Votos Inválidos         | Votos Inválidos                | 132   | 3,46 / 100,00   | 0,16 |
| Total                   | Total                          | 3 812 | 100,00 / 100,00 |      |
| Eleitorado/Participação | Eleitorado/Participação        | 7 371 | 51,72 / 100,00  | 1,48 |

#### São Roque
| Partido                 | Partido                        | Votos | %               | +/-  |
| ----------------------- | ------------------------------ | ----- | --------------- | ---- |
|                         | PSD-CDS                        | 2 484 | 51,27 / 100,00  | -    |
|                         | PS-BE-PAN-MPT-PDR              | 1 723 | 35,56 / 100,00  | 4,08 |
|                         | CHEGA                          | 170   | 3,51 / 100,00   | Novo |
|                         | Coligação Democrática Unitária | 143   | 2,95 / 100,00   | 0,70 |
|                         | Juntos pelo Povo               | 58    | 1,20 / 100,00   | -    |
|                         | Partido Trabalhista Português  | 54    | 1,11 / 100,00   | 1,52 |
|                         | Iniciativa Liberal             | 45    | 0,93 / 100,00   | Novo |
|                         | Partido Popular Monárquico     | 19    | 0,39 / 100,00   | -    |
|                         | LIVRE                          | 14    | 0,29 / 100,00   | -    |
| Votos Inválidos         | Votos Inválidos                | 135   | 2,78 / 100,00   | 1,44 |
| Total                   | Total                          | 4 845 | 100,00 / 100,00 |      |
| Eleitorado/Participação | Eleitorado/Participação        | 8 445 | 57,37 / 100,00  | 0,65 |

#### Sé
| Partido                 | Partido                        | Votos | %               | +/-  |
| ----------------------- | ------------------------------ | ----- | --------------- | ---- |
|                         | PSD-CDS                        | 773   | 52,80 / 100,00  | -    |
|                         | PS-BE-PAN-MPT-PDR              | 506   | 34,56 / 100,00  | 1,84 |
|                         | CHEGA                          | 41    | 2,80 / 100,00   | Novo |
|                         | Coligação Democrática Unitária | 27    | 1,84 / 100,00   | 0,78 |
|                         | Iniciativa Liberal             | 26    | 1,78 / 100,00   | Novo |
|                         | Partido Trabalhista Português  | 22    | 1,50 / 100,00   | 0,29 |
|                         | Juntos pelo Povo               | 19    | 1,30 / 100,00   | -    |
|                         | Partido Popular Monárquico     | 7     | 0,48 / 100,00   | -    |
|                         | LIVRE                          | 5     | 0,34 / 100,00   | -    |
| Votos Inválidos         | Votos Inválidos                | 38    | 2,60 / 100,00   | 0,84 |
| Total                   | Total                          | 1 464 | 100,00 / 100,00 |      |
| Eleitorado/Participação | Eleitorado/Participação        | 3 331 | 43,95 / 100,00  | 1,35 |

### Assembleia Municipal
| Freguesia                  | %        | %                     | %    | %    | %    | %    | %    | %    | %    | Votantes |
| Freguesia                  | PSD- CDS | PS- BE- PAN- MPT- PDR | CDU  | CH   | JPP  | IL   | PTP  | L    | PPM  | Votantes |
| -------------------------- | -------- | --------------------- | ---- | ---- | ---- | ---- | ---- | ---- | ---- | -------- |
| Freguesia                  |          |                       |      |      |      |      |      |      |      | Votantes |
| Imaculado Coração de Maria | 44,17    | 39,76                 | 3,97 | 3,32 | 1,72 | 1,63 | 1,47 | 0,97 | 0,56 | 3 197    |
| Monte                      | 48,30    | 37,61                 | 3,59 | 1,83 | 2,04 | 1,34 | 1,19 | 0,43 | 0,43 | 3 286    |
| Santa Luzia                | 45,73    | 38,62                 | 3,60 | 2,50 | 1,27 | 3,20 | 1,37 | 0,70 | 0,37 | 2 996    |
| Santa Maria Maior          | 42,77    | 40,66                 | 3,08 | 3,17 | 2,24 | 2,21 | 1,65 | 0,44 | 0,53 | 6 650    |
| Santo António              | 47,33    | 36,86                 | 4,11 | 3,38 | 2,37 | 1,07 | 1,30 | 0,51 | 0,60 | 13 787   |
| São Gonçalo                | 46,37    | 39,16                 | 3,27 | 2,16 | 3,43 | 1,05 | 0,98 | 0,63 | 0,19 | 3 151    |
| São Martinho               | 46,03    | 37,92                 | 2,72 | 3,21 | 2,37 | 2,16 | 1,41 | 0,59 | 0,42 | 13 946   |
| São Pedro                  | 45,23    | 38,46                 | 4,04 | 2,75 | 1,34 | 2,44 | 1,44 | 0,39 | 0,45 | 3 812    |
| São Roque                  | 50,84    | 35,60                 | 2,93 | 3,67 | 1,14 | 0,95 | 1,16 | 0,31 | 0,45 | 4 845    |
| Sé                         | 53,28    | 31,42                 | 2,46 | 3,48 | 1,84 | 2,53 | 1,50 | 0,34 | 0,55 | 1 464    |
| Funchal                    | 46,53    | 37,85                 | 3,39 | 3,09 | 2,11 | 1,73 | 1,37 | 0,53 | 0,48 | 57 134   |

#### Imaculado Coração de Maria
| Partido                 | Partido                        | Votos | %               | +/-  |
| ----------------------- | ------------------------------ | ----- | --------------- | ---- |
|                         | PSD-CDS                        | 1 412 | 44,17 / 100,00  | -    |
|                         | PS-BE-PAN-MPT-PDR              | 1 271 | 39,76 / 100,00  | 3,91 |
|                         | Coligação Democrática Unitária | 127   | 3,97 / 100,00   | 0,67 |
|                         | CHEGA                          | 106   | 3,32 / 100,00   | Novo |
|                         | Juntos pelo Povo               | 55    | 1,72 / 100,00   | -    |
|                         | Iniciativa Liberal             | 52    | 1,63 / 100,00   | Novo |
|                         | Partido Trabalhista Português  | 47    | 1,47 / 100,00   | 1,12 |
|                         | LIVRE                          | 31    | 0,97 / 100,00   | -    |
|                         | Partido Popular Monárquico     | 18    | 0,56 / 100,00   | -    |
| Votos Inválidos         | Votos Inválidos                | 78    | 2,44 / 100,00   | 1,75 |
| Total                   | Total                          | 3 197 | 100,00 / 100,00 |      |
| Eleitorado/Participação | Eleitorado/Participação        | 5 840 | 54,74 / 100,00  | 2,10 |

#### Monte
| Partido                 | Partido                        | Votos | %               | +/-  |
| ----------------------- | ------------------------------ | ----- | --------------- | ---- |
|                         | PSD-CDS                        | 1 587 | 48,30 / 100,00  | -    |
|                         | PS-BE-PAN-MPT-PDR              | 1 236 | 37,61 / 100,00  | 1,54 |
|                         | Coligação Democrática Unitária | 118   | 3,59 / 100,00   | 1,55 |
|                         | Juntos pelo Povo               | 67    | 2,04 / 100,00   | -    |
|                         | CHEGA                          | 60    | 1,83 / 100,00   | Novo |
|                         | Partido Trabalhista Português  | 44    | 1,34 / 100,00   | 1,24 |
|                         | Iniciativa Liberal             | 39    | 1,19 / 100,00   | Novo |
|                         | LIVRE                          | 14    | 0,43 / 100,00   | -    |
|                         | Partido Popular Monárquico     | 14    | 0,43 / 100,00   | -    |
| Votos Inválidos         | Votos Inválidos                | 107   | 3,25 / 100,00   | 1,16 |
| Total                   | Total                          | 3 286 | 100,00 / 100,00 |      |
| Eleitorado/Participação | Eleitorado/Participação        | 5 827 | 56,39 / 100,00  | 3,71 |

#### Santa Luzia
| Partido                 | Partido                        | Votos | %               | +/-  |
| ----------------------- | ------------------------------ | ----- | --------------- | ---- |
|                         | PSD-CDS                        | 1 370 | 45,73 / 100,00  | -    |
|                         | PS-BE-PAN-MPT-PDR              | 1 157 | 38,62 / 100,00  | 1,46 |
|                         | Coligação Democrática Unitária | 108   | 3,60 / 100,00   | 0,44 |
|                         | Iniciativa Liberal             | 96    | 3,20 / 100,00   | Novo |
|                         | CHEGA                          | 75    | 2,50 / 100,00   | Novo |
|                         | Partido Trabalhista Português  | 41    | 1,37 / 100,00   | 0,77 |
|                         | Juntos pelo Povo               | 38    | 1,27 / 100,00   | -    |
|                         | LIVRE                          | 21    | 0,70 / 100,00   | -    |
|                         | Partido Popular Monárquico     | 11    | 0,37 / 100,00   | -    |
| Votos Inválidos         | Votos Inválidos                | 79    | 2,64 / 100,00   | 1,30 |
| Total                   | Total                          | 2 996 | 100,00 / 100,00 |      |
| Eleitorado/Participação | Eleitorado/Participação        | 5 745 | 52,15 / 100,00  | 0,29 |

#### Santa Maria Maior
| Partido                 | Partido                        | Votos  | %               | +/-  |
| ----------------------- | ------------------------------ | ------ | --------------- | ---- |
|                         | PSD-CDS                        | 2 844  | 42,77 / 100,00  | -    |
|                         | PS-BE-PAN-MPT-PDR              | 2 704  | 40,66 / 100,00  | 1,17 |
|                         | CHEGA                          | 211    | 3,17 / 100,00   | Novo |
|                         | Coligação Democrática Unitária | 205    | 3,08 / 100,00   | 0,74 |
|                         | Juntos pelo Povo               | 149    | 2,24 / 100,00   | -    |
|                         | Iniciativa Liberal             | 147    | 2,21 / 100,00   | Novo |
|                         | Partido Trabalhista Português  | 110    | 1,65 / 100,00   | 0,85 |
|                         | Partido Popular Monárquico     | 35     | 0,53 / 100,00   | -    |
|                         | LIVRE                          | 29     | 0,44 / 100,00   | -    |
| Votos Inválidos         | Votos Inválidos                | 216    | 3,25 / 100,00   | 0,62 |
| Total                   | Total                          | 6 650  | 100,00 / 100,00 |      |
| Eleitorado/Participação | Eleitorado/Participação        | 12 303 | 54,05 / 100,00  | 0,50 |

#### Santo António
| Partido                 | Partido                        | Votos  | %               | +/-  |
| ----------------------- | ------------------------------ | ------ | --------------- | ---- |
|                         | PSD-CDS                        | 6 526  | 47,33 / 100,00  | -    |
|                         | PS-BE-PAN-MPT-PDR              | 5 082  | 36,86 / 100,00  | 0,16 |
|                         | Coligação Democrática Unitária | 567    | 4,11 / 100,00   | 1,26 |
|                         | CHEGA                          | 466    | 3,38 / 100,00   | Novo |
|                         | Juntos pelo Povo               | 327    | 2,37 / 100,00   | -    |
|                         | Partido Trabalhista Português  | 179    | 1,30 / 100,00   | 1,69 |
|                         | Iniciativa Liberal             | 147    | 1,07 / 100,00   | Novo |
|                         | Partido Popular Monárquico     | 83     | 0,60 / 100,00   | -    |
|                         | LIVRE                          | 71     | 0,51 / 100,00   | -    |
| Votos Inválidos         | Votos Inválidos                | 339    | 2,46 / 100,00   | 2,42 |
| Total                   | Total                          | 13 787 | 100,00 / 100,00 |      |
| Eleitorado/Participação | Eleitorado/Participação        | 25 246 | 54,61 / 100,00  | 0,31 |

#### São Gonçalo
| Partido                 | Partido                        | Votos | %               | +/-  |
| ----------------------- | ------------------------------ | ----- | --------------- | ---- |
|                         | PSD-CDS                        | 1 461 | 46,37 / 100,00  | -    |
|                         | PS-BE-PAN-MPT-PDR              | 1 234 | 39,16 / 100,00  | 3,32 |
|                         | Juntos pelo Povo               | 108   | 3,43 / 100,00   | -    |
|                         | Coligação Democrática Unitária | 103   | 3,27 / 100,00   | 0,78 |
|                         | CHEGA                          | 68    | 2,16 / 100,00   | Novo |
|                         | Iniciativa Liberal             | 33    | 1,05 / 100,00   | Novo |
|                         | Partido Trabalhista Português  | 31    | 0,98 / 100,00   | 1,29 |
|                         | LIVRE                          | 20    | 0,63 / 100,00   | -    |
|                         | Partido Popular Monárquico     | 6     | 0,19 / 100,00   | -    |
| Votos Inválidos         | Votos Inválidos                | 87    | 2,76 / 100,00   | 1,55 |
| Total                   | Total                          | 3 151 | 100,00 / 100,00 |      |
| Eleitorado/Participação | Eleitorado/Participação        | 5 811 | 54,22 / 100,00  | 1,58 |

#### São Martinho
| Partido                 | Partido                        | Votos  | %               | +/-  |
| ----------------------- | ------------------------------ | ------ | --------------- | ---- |
|                         | PSD-CDS                        | 6 419  | 46,03 / 100,00  | -    |
|                         | PS-BE-PAN-MPT-PDR              | 5 289  | 37,92 / 100,00  | 1,87 |
|                         | CHEGA                          | 448    | 3,21 / 100,00   | Novo |
|                         | Coligação Democrática Unitária | 379    | 2,72 / 100,00   | 2,30 |
|                         | Juntos pelo Povo               | 330    | 2,37 / 100,00   | -    |
|                         | Iniciativa Liberal             | 301    | 2,16 / 100,00   | Novo |
|                         | Partido Trabalhista Português  | 197    | 1,41 / 100,00   | 1,11 |
|                         | LIVRE                          | 82     | 0,59 / 100,00   | -    |
|                         | Partido Popular Monárquico     | 58     | 0,42 / 100,00   | -    |
| Votos Inválidos         | Votos Inválidos                | 443    | 3,18 / 100,00   | 1,37 |
| Total                   | Total                          | 13 946 | 100,00 / 100,00 |      |
| Eleitorado/Participação | Eleitorado/Participação        | 26 438 | 52,75 / 100,00  | 1,11 |

#### São Pedro
| Partido                 | Partido                        | Votos | %               | +/-  |
| ----------------------- | ------------------------------ | ----- | --------------- | ---- |
|                         | PSD-CDS                        | 1 724 | 45,23 / 100,00  | -    |
|                         | PS-BE-PAN-MPT-PDR              | 1 466 | 38,46 / 100,00  | 2,16 |
|                         | Coligação Democrática Unitária | 154   | 4,04 / 100,00   | 1,03 |
|                         | CHEGA                          | 105   | 2,75 / 100,00   | Novo |
|                         | Iniciativa Liberal             | 93    | 2,44 / 100,00   | Novo |
|                         | Partido Trabalhista Português  | 55    | 1,44 / 100,00   | 0,81 |
|                         | Juntos pelo Povo               | 51    | 1,34 / 100,00   | -    |
|                         | Partido Popular Monárquico     | 17    | 0,45 / 100,00   | -    |
|                         | LIVRE                          | 15    | 0,39 / 100,00   | -    |
| Votos Inválidos         | Votos Inválidos                | 132   | 3,46 / 100,00   | 0,59 |
| Total                   | Total                          | 3 812 | 100,00 / 100,00 |      |
| Eleitorado/Participação | Eleitorado/Participação        | 7 371 | 51,72 / 100,00  | 1,48 |

#### São Roque
| Partido                 | Partido                        | Votos | %               | +/-  |
| ----------------------- | ------------------------------ | ----- | --------------- | ---- |
|                         | PSD-CDS                        | 2 463 | 50,84 / 100,00  | -    |
|                         | PS-BE-PAN-MPT-PDR              | 1 725 | 35,60 / 100,00  | 1,85 |
|                         | CHEGA                          | 178   | 3,67 / 100,00   | Novo |
|                         | Coligação Democrática Unitária | 142   | 2,93 / 100,00   | 1,78 |
|                         | Partido Trabalhista Português  | 56    | 1,16 / 100,00   | 2,02 |
|                         | Juntos pelo Povo               | 55    | 1,14 / 100,00   | -    |
|                         | Iniciativa Liberal             | 46    | 0,95 / 100,00   | Novo |
|                         | Partido Popular Monárquico     | 22    | 0,45 / 100,00   | -    |
|                         | LIVRE                          | 15    | 0,31 / 100,00   | -    |
| Votos Inválidos         | Votos Inválidos                | 143   | 2,96 / 100,00   | 1,40 |
| Total                   | Total                          | 4 845 | 100,00 / 100,00 |      |
| Eleitorado/Participação | Eleitorado/Participação        | 8 445 | 57,37 / 100,00  | 0,65 |

### Juntas de Freguesia

#### Imaculado Coração de Maria
| Partido                 | Partido                        | Votos | %               | +/-  | Mandatos | +/-     |
| ----------------------- | ------------------------------ | ----- | --------------- | ---- | -------- | ------- |
|                         | PSD-CDS                        | 1 454 | 45,47 / 100,00  | -    | 7 / 13   | -       |
|                         | PS-BE-PAN-MPT-PDR              | 1 369 | 42,81 / 100,00  | 2,01 | 6 / 13   | 1       |
|                         | Coligação Democrática Unitária | 125   | 3,91 / 100,00   | 1,59 | 0 / 13   | Estável |
|                         | CHEGA                          | 108   | 3,38 / 100,00   | Novo | 0 / 13   | Novo    |
|                         | Partido Trabalhista Português  | 63    | 1,97 / 100,00   | 0,40 | 0 / 13   | Estável |
| Votos Inválidos         | Votos Inválidos                | 79    | 2,47 / 100,00   | 1,49 |          |         |
| Total                   | Total                          | 3 198 | 100,00 / 100,00 |      | 13 / 13  |         |
| Eleitorado/Participação | Eleitorado/Participação        | 5 840 | 54,76 / 100,00  | 2,12 |          |         |

#### Monte
| Partido                 | Partido                        | Votos | %               | +/-  | Mandatos | +/-     |
| ----------------------- | ------------------------------ | ----- | --------------- | ---- | -------- | ------- |
|                         | PSD-CDS                        | 1 740 | 52,95 / 100,00  | -    | 8 / 13   | -       |
|                         | PS-BE-PAN-MPT-PDR              | 1 185 | 36,06 / 100,00  | 9,12 | 5 / 13   | 1       |
|                         | Coligação Democrática Unitária | 107   | 3,26 / 100,00   | 2,38 | 0 / 13   | Estável |
|                         | Juntos pelo Povo               | 89    | 2,71 / 100,00   | -    | 0 / 13   | -       |
|                         | Partido Trabalhista Português  | 59    | 1,80 / 100,00   | 0,75 | 0 / 13   | Estável |
| Votos Inválidos         | Votos Inválidos                | 106   | 3,23 / 100,00   | 0,70 |          |         |
| Total                   | Total                          | 3 286 | 100,00 / 100,00 |      | 13 / 13  |         |
| Eleitorado/Participação | Eleitorado/Participação        | 5 827 | 56,39 / 100,00  | 3,71 |          |         |

#### Santa Luzia
| Partido                 | Partido                        | Votos | %               | +/-  | Mandatos | +/-     |
| ----------------------- | ------------------------------ | ----- | --------------- | ---- | -------- | ------- |
|                         | PSD-CDS                        | 1 557 | 51,97 / 100,00  | -    | 8 / 13   | -       |
|                         | PS-BE-PAN-MPT-PDR              | 1 112 | 37,12 / 100,00  | 8,31 | 5 / 13   | 1       |
|                         | Coligação Democrática Unitária | 94    | 3,14 / 100,00   | 0,10 | 0 / 13   | Estável |
|                         | Iniciativa Liberal             | 94    | 3,14 / 100,00   | Novo | 0 / 13   | Novo    |
|                         | Partido Trabalhista Português  | 38    | 1,27 / 100,00   | 0,23 | 0 / 13   | Estável |
| Votos Inválidos         | Votos Inválidos                | 101   | 3,38 / 100,00   | 0,16 |          |         |
| Total                   | Total                          | 2 996 | 100,00 / 100,00 |      | 13 / 13  |         |
| Eleitorado/Participação | Eleitorado/Participação        | 5 745 | 52,15 / 100,00  | 0,29 |          |         |

#### Santa Maria Maior
| Partido                 | Partido                        | Votos  | %               | +/-  | Mandatos | +/-     |
| ----------------------- | ------------------------------ | ------ | --------------- | ---- | -------- | ------- |
|                         | PS-BE-PAN-MPT-PDR              | 2 892  | 43,48 / 100,00  | 0,56 | 7 / 13   | Estável |
|                         | PSD-CDS                        | 2 713  | 40,78 / 100,00  | -    | 6 / 13   | -       |
|                         | CHEGA                          | 212    | 3,19 / 100,00   | Novo | 0 / 13   | Novo    |
|                         | Coligação Democrática Unitária | 191    | 2,87 / 100,00   | 1,54 | 0 / 13   | Estável |
|                         | Juntos pelo Povo               | 165    | 2,48 / 100,00   | -    | 0 / 13   | -       |
|                         | Iniciativa Liberal             | 139    | 2,09 / 100,00   | Novo | 0 / 13   | Novo    |
|                         | Partido Trabalhista Português  | 103    | 1,55 / 100,00   | 1,04 | 0 / 13   | Estável |
| Votos Inválidos         | Votos Inválidos                | 237    | 3,56 / 100,00   | 0,33 |          |         |
| Total                   | Total                          | 6 652  | 100,00 / 100,00 |      | 13 / 13  |         |
| Eleitorado/Participação | Eleitorado/Participação        | 12 303 | 54,07 / 100,00  | 0,52 |          |         |

#### Santo António
| Partido                 | Partido                        | Votos  | %               | +/-  | Mandatos | +/-     |
| ----------------------- | ------------------------------ | ------ | --------------- | ---- | -------- | ------- |
|                         | PSD-CDS                        | 6 829  | 49,49 / 100,00  | -    | 11 / 19  | -       |
|                         | PS-BE-PAN-MPT-PDR              | 4 780  | 34,64 / 100,00  | 2,53 | 8 / 19   | 1       |
|                         | Coligação Democrática Unitária | 594    | 4,30 / 100,00   | 0,83 | 0 / 19   | 1       |
|                         | CHEGA                          | 564    | 4,09 / 100,00   | Novo | 0 / 19   | Novo    |
|                         | Juntos pelo Povo               | 404    | 2,93 / 100,00   | -    | 0 / 19   | -       |
|                         | Partido Trabalhista Português  | 251    | 1,82 / 100,00   | 0,87 | 0 / 19   | Estável |
| Votos Inválidos         | Votos Inválidos                | 377    | 2,73 / 100,00   | 1,96 |          |         |
| Total                   | Total                          | 13 799 | 100,00 / 100,00 |      | 19 / 19  |         |
| Eleitorado/Participação | Eleitorado/Participação        | 25 246 | 54,66 / 100,00  | 0,30 |          |         |

#### São Gonçalo
| Partido                 | Partido                        | Votos | %               | +/-  | Mandatos | +/-     |
| ----------------------- | ------------------------------ | ----- | --------------- | ---- | -------- | ------- |
|                         | PSD-CDS                        | 1 487 | 47,19 / 100,00  | -    | 7 / 13   | -       |
|                         | PS-BE-PAN-MPT-PDR              | 1 308 | 41,51 / 100,00  | 1,81 | 6 / 13   | Estável |
|                         | Juntos pelo Povo               | 113   | 3,59 / 100,00   | -    | 0 / 13   | -       |
|                         | Coligação Democrática Unitária | 98    | 3,11 / 100,00   | 4,59 | 0 / 13   | 1       |
|                         | Partido Trabalhista Português  | 50    | 1,59 / 100,00   | 0,59 | 0 / 13   | Estável |
| Votos Inválidos         | Votos Inválidos                | 95    | 3,02 / 100,00   | 1,35 |          |         |
| Total                   | Total                          | 3 151 | 100,00 / 100,00 |      | 13 / 13  |         |
| Eleitorado/Participação | Eleitorado/Participação        | 5 811 | 54,22 / 100,00  | 1,17 |          |         |

#### São Martinho
| Partido                 | Partido                        | Votos  | %               | +/-  | Mandatos | +/-     |
| ----------------------- | ------------------------------ | ------ | --------------- | ---- | -------- | ------- |
|                         | PSD-CDS                        | 6 320  | 45,32 / 100,00  | -    | 10 / 19  | -       |
|                         | PS-BE-PAN-MPT-PDR              | 5 647  | 40,49 / 100,00  | 1,98 | 9 / 19   | 1       |
|                         | CHEGA                          | 445    | 3,19 / 100,00   | Novo | 0 / 19   | Novo    |
|                         | Coligação Democrática Unitária | 358    | 2,57 / 100,00   | 1,30 | 0 / 19   | Estável |
|                         | Juntos pelo Povo               | 324    | 2,32 / 100,00   | -    | 0 / 19   | -       |
|                         | Iniciativa Liberal             | 259    | 1,86 / 100,00   | Novo | 0 / 19   | Novo    |
|                         | Partido Trabalhista Português  | 147    | 1,05 / 100,00   | 1,16 | 0 / 19   | Estável |
| Votos Inválidos         | Votos Inválidos                | 445    | 3,19 / 100,00   | 1,32 |          |         |
| Total                   | Total                          | 13 945 | 100,00 / 100,00 |      | 19 / 19  |         |
| Eleitorado/Participação | Eleitorado/Participação        | 26 438 | 52,75 / 100,00  | 1,09 |          |         |

#### São Pedro
| Partido                 | Partido                        | Votos | %               | +/-  | Mandatos | +/-     |
| ----------------------- | ------------------------------ | ----- | --------------- | ---- | -------- | ------- |
|                         | PSD-CDS                        | 1 854 | 48,64 / 100,00  | -    | 7 / 13   | -       |
|                         | PS-BE-PAN-MPT-PDR              | 1 476 | 38,72 / 100,00  | 0,08 | 6 / 13   | Estável |
|                         | Coligação Democrática Unitária | 159   | 4,17 / 100,00   | 1,73 | 0 / 13   | 1       |
|                         | CHEGA                          | 112   | 2,94 / 100,00   | Novo | 0 / 13   | Novo    |
|                         | Partido Trabalhista Português  | 78    | 2,05 / 100,00   | 0,39 | 0 / 13   | Estável |
| Votos Inválidos         | Votos Inválidos                | 133   | 3,48 / 100,00   | 0,60 |          |         |
| Total                   | Total                          | 3 812 | 100,00 / 100,00 |      | 13 / 13  |         |
| Eleitorado/Participação | Eleitorado/Participação        | 7 371 | 51,72 / 100,00  | 1,48 |          |         |

#### São Roque
| Partido                 | Partido                        | Votos | %               | +/-  | Mandatos | +/-     |
| ----------------------- | ------------------------------ | ----- | --------------- | ---- | -------- | ------- |
|                         | PSD-CDS                        | 2 799 | 57,78 / 100,00  | -    | 9 / 13   | -       |
|                         | PS-BE-PAN-MPT-PDR              | 1 408 | 29,07 / 100,00  | 4,54 | 4 / 13   | Estável |
|                         | CHEGA                          | 242   | 5,00 / 100,00   | Novo | 0 / 13   | Novo    |
|                         | Coligação Democrática Unitária | 152   | 3,14 / 100,00   | 0,96 | 0 / 13   | Estável |
|                         | Partido Trabalhista Português  | 91    | 1,88 / 100,00   | 1,06 | 0 / 13   | Estável |
| Votos Inválidos         | Votos Inválidos                | 152   | 3,14 / 100,00   | 0,76 |          |         |
| Total                   | Total                          | 4 844 | 100,00 / 100,00 |      | 13 / 13  |         |
| Eleitorado/Participação | Eleitorado/Participação        | 8 445 | 57,36 / 100,00  | 0,64 |          |         |

#### Sé
| Partido                 | Partido                        | Votos | %               | +/-  | Mandatos | +/-     |
| ----------------------- | ------------------------------ | ----- | --------------- | ---- | -------- | ------- |
|                         | PSD-CDS                        | 841   | 57,45 / 100,00  | -    | 6 / 9    | -       |
|                         | PS-BE-PAN-MPT-PDR              | 445   | 30,40 / 100,00  | 0,99 | 3 / 9    | Estável |
|                         | CHEGA                          | 47    | 3,21 / 100,00   | Novo | 0 / 9    | Novo    |
|                         | Coligação Democrática Unitária | 35    | 2,39 / 100,00   | 0,60 | 0 / 9    | Estável |
|                         | Iniciativa Liberal             | 32    | 2,19 / 100,00   | Novo | 0 / 9    | Novo    |
|                         | Partido Trabalhista Português  | 22    | 1,50 / 100,00   | 0,74 | 0 / 9    | Estável |
| Votos Inválidos         | Votos Inválidos                | 42    | 2,86 / 100,00   | 0,96 |          |         |
| Total                   | Total                          | 1 464 | 100,00 / 100,00 |      | 9 / 9    |         |
| Eleitorado/Participação | Eleitorado/Participação        | 3 331 | 43,95 / 100,00  | 1,35 |          |         |

| Freguesia                  | 2017-2021 | 2017-2021                | 2017-2021      | 2021-2025 | 2021-2025         | 2021-2025      |
| -------------------------- | --------- | ------------------------ | -------------- | --------- | ----------------- | -------------- |
| Imaculado Coração de Maria |           | PS-BE-JPP-PDR-NC         | 44,82 / 100,00 |           | PSD-CDS           | 45,47 / 100,00 |
| Monte                      |           | Partido Social Democrata | 46,72 / 100,00 |           | PSD-CDS           | 52,95 / 100,00 |
| Santa Luzia                |           | Partido Social Democrata | 50,82 / 100,00 |           | PSD-CDS           | 51,97 / 100,00 |
| Santa Maria Maior          |           | PS-BE-JPP-PDR-NC         | 42,92 / 100,00 |           | PS-BE-PAN-MPT-PDR | 43,48 / 100,00 |
| Santo António              |           | Partido Social Democrata | 38,94 / 100,00 |           | PSD-CDS           | 49,49 / 100,00 |
| São Gonçalo                |           | PS-BE-JPP-PDR-NC         | 39,70 / 100,00 |           | PSD-CDS           | 47,19 / 100,00 |
| São Martinho               |           | PS-BE-JPP-PDR-NC         | 42,47 / 100,00 |           | PSD-CDS           | 45,32 / 100,00 |
| São Pedro                  |           | PS-BE-JPP-PDR-NC         | 38,64 / 100,00 |           | PSD-CDS           | 48,64 / 100,00 |
| São Roque                  |           | Partido Social Democrata | 54,67 / 100,00 |           | PSD-CDS           | 57,78 / 100,00 |
| Sé                         |           | Partido Social Democrata | 43,80 / 100,00 |           | PSD-CDS           | 57,45 / 100,00 |